# فيمورافينيب
فيمورافينيب (Vemurafenib)، الذي يُباع تحت الاسم التجاري زيلبوراف (Zelboraf)، هو دواء يستخدم لعلاج أنواع معينة من سرطان الجلد في مرحلة متأخرة ومرض إردهايم تشيستر. على وجه التحديد لدى أولئك الذين لديهم طفرة BRAF V600E. يؤخذ عن طريق الفم.
تشمل الآثار الجانبية الشائعة لهذا العقار على: آلام المفاصل وتساقط الشعر والحكة وإطالة فترة كيو تي و التعب. قد تشمل الآثار الجانبية الأخرى تقلص دوبويترين والحساسية للعلاج الإشعاعي والتهاب العين ومشاكل الكبد والإصابة بسرطان جديد. أما استخدامه في الحمل فقد يضر الجنين. هو يعمل عن طريق منع إنزيم b-Raf .
تمت الموافقة على استخدام فيمورافينيب طبيًا في الولايات المتحدة في عام 2011 و أوروبا في عام 2012. في المملكة المتحدة، يكلف 56 قرصًا من 240 ملجم هيئة الخدمات الصحية الوطنية حوالي 1750 جنيهًا إسترلينيًا اعتبارًا من عام 2021. ويكلف هذا المقدار في الولايات المتحدة حوالي 2650 دولارًا أمريكيًا.